# The United States vs. Billie Holiday
The United States vs. Billie Holiday er en amerikansk er en amerikansk biografisk dramafilm fra 2021, der handler om sangerinden Billie Holiday, baseret på bogen Chasing the Scream: The First and Last Days of the War on Drugs af Johann Hari.
Filmen er instrueret af Lee Daniels og har Andra Day i titelrollen sammen med Trevante Rhodes, Leslie Jordan, Natasha Lyonne og Garrett Hedlund.
Oprindeligt skulle filmen udgives i biograferne af Paramount Pictures, men filmen blev solgt til Hulu i december 2020 og blev udgivet digitalt i USA den 26. februar 2021. Day blev nomineret til en Oscar for bedste kvindelige hovedrolle og vandt en Golden Globe for bedste skuespillerinde.

## Produktion
Udviklingen af en biografisk film om Billie Holiday blev annonceret i september 2019 med Lee Daniels som instruktør. Tittelrollen skulle spilles af Andra Day og Trevante Rhodes, Garrett Hedlund og Natasha Lyonne var også på rollelisten.
Evan Ross, Dana Gourrier og Erik LaRay Harvey blev tilføjet senere samme måned.
Øvrig casting blev annonceret i oktober.
Daniels var tøvende med at caste Day fordi hun kun havde beskedne skuespillererfaring, men blev overbevist efter han havde set et iPhone-klip med hende, sendt fra hendes skuespilstræner.
Filmoptagelserne begyndte den 6. oktober 2019 i Montreal.

## Kritisk respons
Rotten Tomatoes rapporterede at 55% af 1967 kritikere var positive, med en gennemsnitsbedømmelse på 5.4/10.
På Metacritic fik filmen en gennesmsnitsbedømmelse på 52 ud af 100, baseret på 43 kritikere, hvilket indikere "blandede eller gennemsnitlige anmeldelser."